# Souterrain (Archäologie)
Souterrain (auch englisch earthhouse, kornisch fogou) ist in der Archäologie die Bezeichnung für teils sehr komplexe vorgeschichtliche unterirdische Bauten, die zumeist aus Stein oder mit größeren Steinanteilen errichtet wurden, in Teilen Irlands auch ohne Steinanteil – als earth-cut souterrain. Bei Souterrains wird zwischen rock-cut, (Releagh), earth-cut, stone built und mixed (meist eine Kombination aus rock cut und stone built oder stone built und wooden) Souterrains unterschieden. Auf den Britischen Inseln findet man sie sehr häufig, in der Bretagne gibt es etwa 200 bekannte Souterrains. In Dänemark und Neuengland gibt es nur wenige. Ihr Zweck ist ungeklärt.

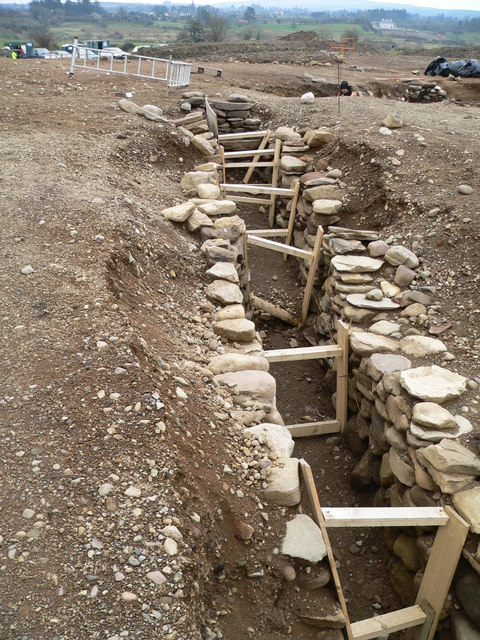
Ausgrabung eines (stone-built) Souterrains

Souterrains kommen als selbständige Bauten vor, oft werden sie aber auch in oder neben anderen Gebäuden wie Rundhäusern (Rennibister auf Orkney), in Duns oder Raths (Irland) liegend gefunden, von denen aus sie dann auch zugänglich sind.

## Bretagne

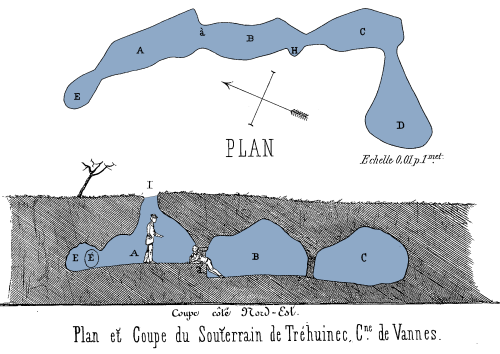
Souterrain von Tréhuinec bei Vannes, Plan und Längsschnitt

Es gibt – konzentriert auf die Départements Finistère, Côtes-d’Armor und Morbihan – etwa 200 Souterrains in der Bretagne. Sie wurden auf der Grundlage von keramischen Funden und Radiokohlenstoffdaten mit Ausnahme einiger Anlagen aus der Hallstattzeit auf die Latènezeit zwischen 600 und 100 v. Chr. datiert.
Als Souterrain bezeichnete Anlagen kommen auch in anderen Regionen Frankreichs vor, so z. B. der Erdstall von Plancaille (französisch Souterrain de Plancaille) im Département Haute-Garonne und die Souterrains von Antogny-le-Tillac im Département Indre-et-Loire.

## Cornwall

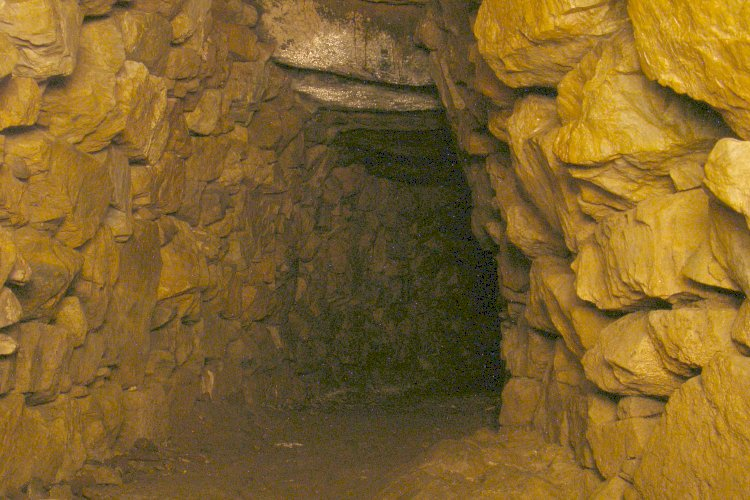
Hauptkammer des Fogou von Halliggye; Cornwall

In Cornwall gibt es mehr als 30 Exemplare einer speziellen Art von Souterrains, die Fogous (Boleigh bzw. Rosemerryn Wood im Lamorna Valley bei Land’s End; Halligye bei Helston, Pendeen, bei St-Just), von denen einige (Carn Euny, bei Penzance) auch runde Kammern besitzen. Sie unterscheiden sich von den schottischen Souterrains durch eine wesentlich komplexere Bauweise.
Die Cornwall Archeological Unit (CAU) entdeckte bei einer geophysikalischen Untersuchung Anomalien in der Erde, und im Jahre 2003 begann Margaret Hunt die Ausgrabung des Fogou von Higher Boden. In den Gräben und Wällen wurden Funde aus der Römerzeit gemacht, besonders Töpferware, Münzen (datiert auf das 2. und 3. Jahrhundert), Spinnwirtel aus Ton, eine kupferlegierte Brosche und eine blaue Glasperle. Es fanden sich Belege für Feuerstellen. Bronzezeitliche Töpferware wurde in einem Rundbau gefunden, darunter das große Randstück einer dekorierten Keramik im Trevisker Stil, das mit einem Durchmesser von ungefähr 34 cm eines der größten war, das in Cornwall gefunden wurde. Der Tunnel des Fogou ist 1,5 m hoch und wird von einer Anzahl riesiger Sturzsteine bedeckt, die auf Bodenniveau liegen. Nahe der Oberfläche wurden ein vermutlich menschlicher Zahn und Stücke schwarzpolierter Töpferware gefunden.

## Irland
Mehr als 3000 oft nur wenige Quadratmeter große unterirdische Räume kommen primär im County Cork, in den Countys Galway und Sligo und im Nordosten von Ulster auf der irischen Insel vor. Sie sind baulich weitaus komplizierter als die bretonischen, cornischen, dänischen und schottischen Souterrains. Es wird grundsätzlich zwischen rock-cut, earth-cut, stone built und mixed Souterrains unterschieden. Mark Clinton unterteilt die Bauweisen anhand verschiedener Merkmale noch detaillierter in Souterrains mit:
- Bänken neun mal – im Sinn von Bankaltären
- Drainagen
- Falltüren
- Luftröhren
- Platten mit Seelenloch (englisch Porthole-Slab, 27 mal nur auf der Dingle- und Iveragh-Halbinsel)
- Senkgruben
- senkrechten Einstiegen
- Stützpfeilern
- Stufen
- Treppenelementen
- Türpfosten
- Wandeinbauten
- wiederverwendeten Oghamsteinen

Souterrains wurden im Zusammenhang mit Kirchen, Promontory Forts, bei mittelalterlichen Strukturen, Ringforts (was ihnen den Beinamen rath cave eintrug), insbesondere kombiniert mit runden Rundhäusern gefunden.
Hier ragen die untersuchten bzw. restaurierten Anlagen von Ballycatteen, Ballynavenooragh, Caherfurvaus, Cashel von Kilmovee, Clogher Fort, Dunisky, Glen cloy, Guilford, Killally, Newrath, Oldbridge, Rathcroghan und Smerwick heraus. Viele irische Souterrains können aufgrund der Einsturzgefahr oder der Verfüllung nicht besichtigt werden. Nachbauten der einfacheren Art finden sich in „Archäologischen Parks“ von Craggaunowen im County Clare und im Ulster History Park, County Tyrone, Nordirland. Das in Newtownbalregan im County Louth entdeckte riesige Souterrain liegt neben dem Ringfort und hat einen dekorierten Stein (Menhir) als Deckenplatte, der neolithischen Ursprungs ist und hier sekundär verbaut wurde. In über 40 irischen Souterrains (z. B. Drumlohan) wurden verbaute Oghamsteine gefunden. Das Souterrain von Oweynagat im County Roscommon, auch bekannt als „Uaigh na gCat“, hat Oghamsteine als Deckenbalken.

### Souterrains aus Holz
In den frühen 1980er Jahren führten Erdarbeiten im Rath von Coolcran im County Fermanagh in Nordirland zur Entdeckung einer erstaunlichen Struktur. Aufgrund des hohen Grundwasserniveaus blieb in dem langen und engen Graben eines Souterrains der untere Teil einer Holzkonstruktion erhalten.
Das Souterrain bestand aus zwei miteinander verbundenen Kammern und einem Gang, der sich bis zum Äußeren des Raths erstreckte. Die Wände der Kammern bestanden aus Resten von aufrechten Eichenholzbohlen, die bis in Höhen von 0,2 m bis 0,6 m reichten. Die Kammern waren durch eine Holzständer-Trennwand geteilt, die auf die Existenz einer Verbindungstür weisen. Es gab keine Belege für die Gestaltung des Daches, aber es muss aus Brettern oder halbierten Holzstämmen bestanden haben. Die Entdeckung der Konstruktion von Coolcran bestätigt frühere Hinweise, dass beim Bau von Souterrains Holz verwendet wurde. Es konnte erwartet werden, dass das hölzerne Gebaute eine Einsturzdepression hinterlässt. Es gab aber vor der Ausgrabung keinen Hinweis auf das Souterrain von Coolcran.

#### Holzdächer
Holz- oder Holzdach-Souterrains sind nur bei Ausgrabungen in Irland entdeckt worden. Eine Ausgrabung im County Cork in Irland hatte die Anwesenheit von (mindestens) drei Souterrains im Ringfort von Ballycatteen ergeben. Eine Reihe von in den Fels gearbeiteten Pfostenlöchern in den Böden aller drei Kammern von Souterrain B deuteten auf das frühere Vorhandensein eines Holzdaches in einem ansonsten als stone-built ausgeführten Bau. Das Fehlen von Dachstürzen in den anderen beiden Souterrains führte die Ausgräber zur Annahme, dass alle drei Souterrains Holzdächer hatten.
In Letterkeen im County Mayo in Irland wurden im earth-cut Souterrain, durch die Anwesenheit von seitlichen Pfostenlöchern im Fußboden, auf die ursprüngliche Anwesenheit eines hölzernen Daches geschlossen. Bei der Ausgrabung des Ringforts von Raheennamadra, im County Limerick in Irland bestand das Souterrain, wie bei Coolcran, aus zwei miteinander verbundenen Kammern und einem Gang, der sich bis zum Äußeren des Raths erstreckte. Wiederum deutet das Vorhandensein von Pfostenlöchern im Boden auf das frühere Vorhandensein eines Holzdaches in einem ansonsten als stone-built ausgeführten Bau.

### Souterrain Ware
Funde in Souterrains sind selten. Jedoch fand sich in mehreren, z. B. Downview, in Westpark, in der Nähe von Belfast, flache Keramik, welche, obwohl nicht datierbar, im nordöstlichen Teil der Insel offenbar aus frühchristlicher Zeit stammt. Sie wird Souterrain Ware genannt, obwohl sie in Ringforts wie Lissue und Ballyaghagan im County Antrim und in Crannógs wie dem im Lough Faughan im County Down oder in Siedlungen zahlreicher vertreten ist.

## Schottland

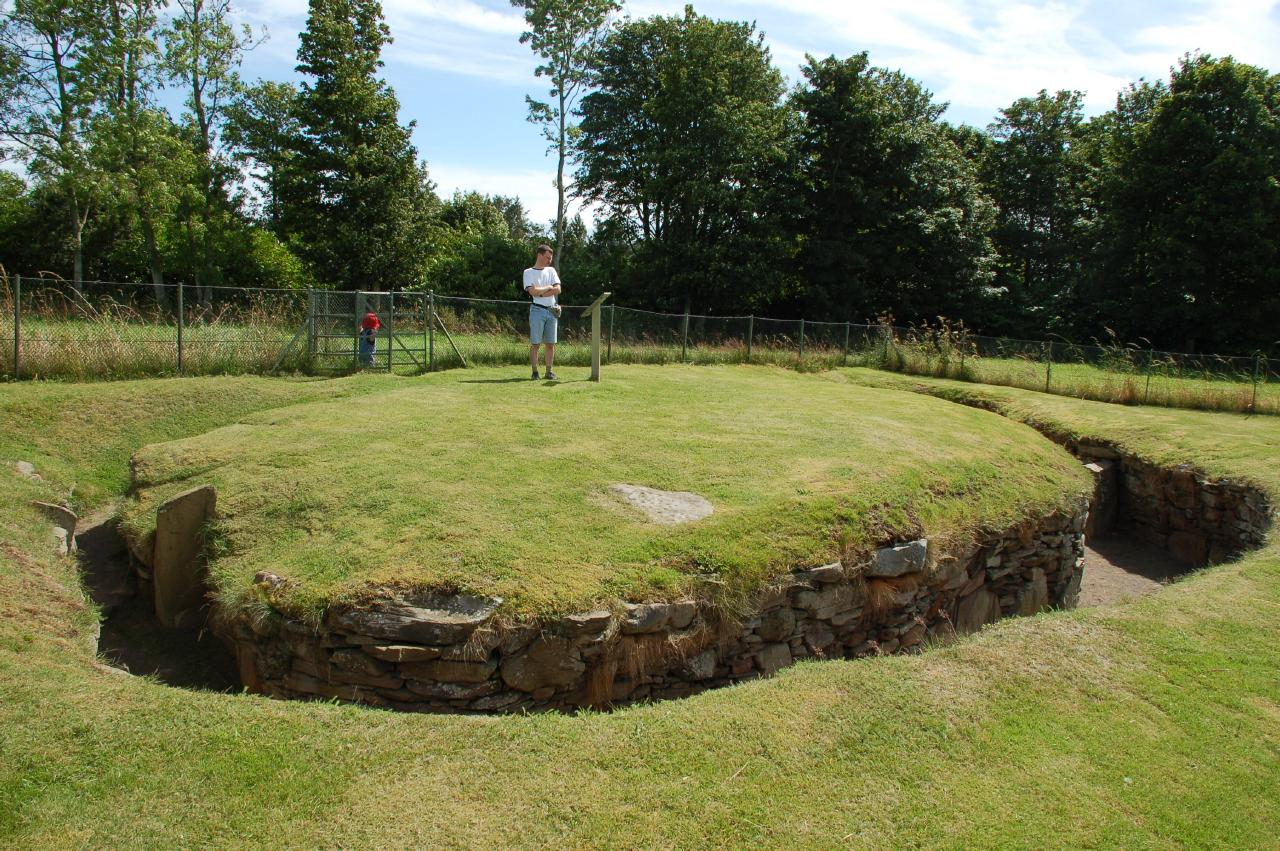
Das Souterrain von Tealing bei Dundee – stark verzerrte Abbildung

In Schottland sind inzwischen nahezu 500 Souterrains bekannt. Davon befinden sich 25 auf Orkney und 20 auf Skye. Vermutlich gibt es viele weitere. Bekannte Beispiele sind Ardestie, Carlungie, Culsh, Kirkton, Raitts Cave und Tealing sowie Rennibister und Grain Earth House (beide auf Orkney). Kirkton und Pitcur sowie das Souterrain von Kilvaxter und Knock Ullinish liegen auf der Isle of Skye.
Viele schottische Souterrains liegen in Aberdeenshire. In Teilen Schottlands (Borgie Souterrain) und Nordirlands (Craig Hill, Ardtole bei Ardglass) sind die unterirdischen Gänge recht breit und bananenartig gebogen.
Die Gänge orkadischer und irischer Souterrains sind dagegen mitunter extrem eng. Das Souterrain von Rennibister auf Orkney enthielt die Knochen von sechs Erwachsenen und zwölf Kindern. Die Souterrains von Howe bei Stromness und Rowiegar auf Rousay (beide auf Orkney) wurden in außer Funktion gegangenen Kammergräbern installiert.

## Dänemark

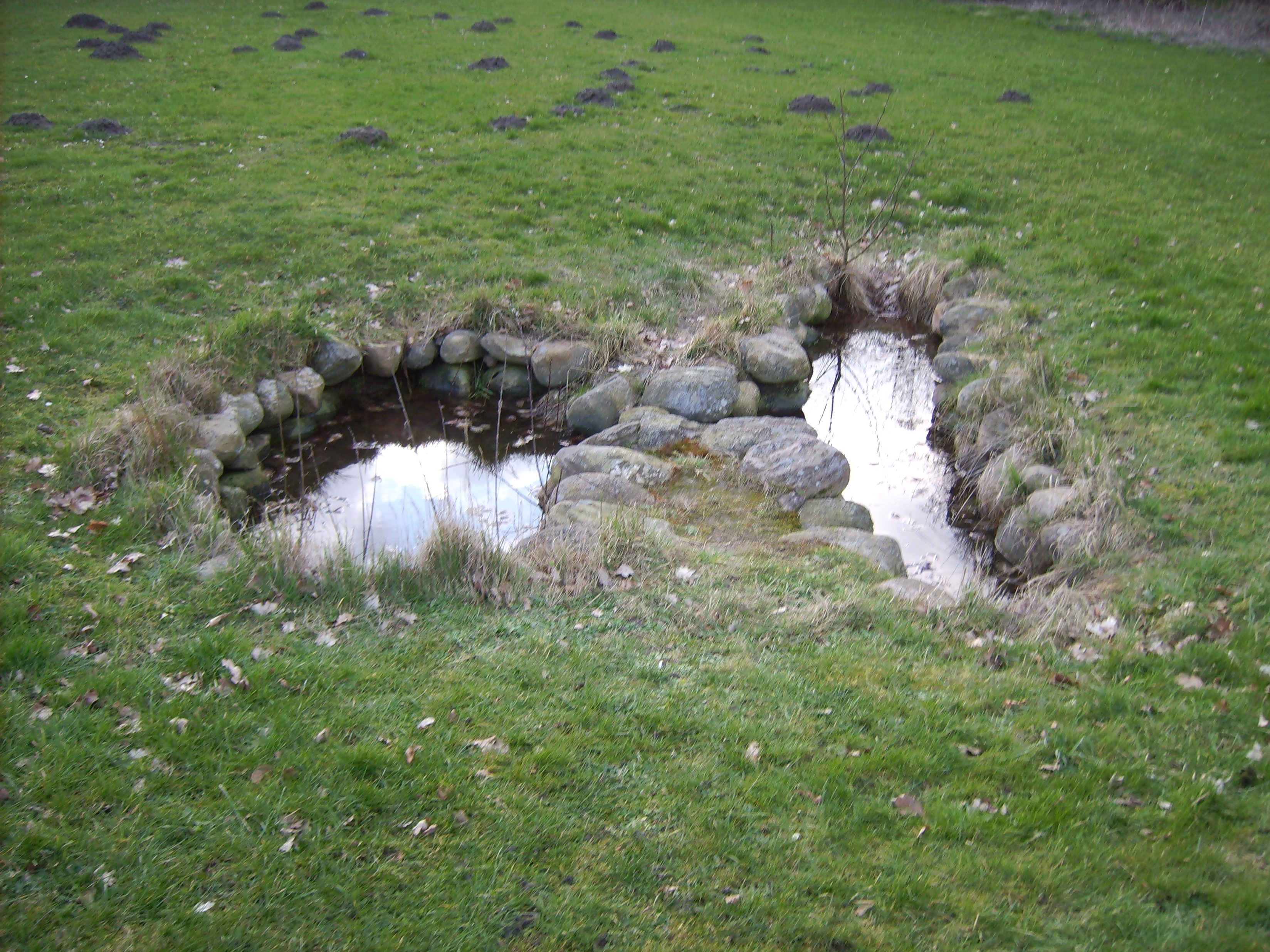
Doppelkeller-Souterrain bei Løgten Mark

Sieben Souterrains liegen im Norden Jütlands bei Frederikshavn in Løgten Mark (Dänemark). Sie werden dort stenbyggede kælder ‚Steinkeller‘, oder jernalderkældrene ‚Eisenzeitkeller‘, genannt. Insgesamt sind die Anlagen wenig erforscht und stammen wohl überwiegend aus der späten Bronze- und der Eisenzeit.

## Neuengland
Im südlichen Neuengland wurden 14 Souterrains entdeckt, die den europäischen baulich sogar weitgehend entsprechen. Bekannt sind Pearson Chamber in Upton, Massachusetts, und Hunt’s Brook souterrain in Montville, Connecticut.

## Zeitstellung Europa
Eine Bronzenadel im Souterrain von Letterkeen im County Mayo bezeugt ein frühchristliches Datum. Die Handmühlen von Cush im County Limerick können nicht älter sein als aus der frühen Eisenzeit. Oghamsteine sind als Baumaterial in Souterrains gefunden worden. 15 wurden in Ballyknock im County Cork gefunden. Das zeigt, dass die Strukturen nicht um die Zeitenwende entstanden. Dies gilt weitestgehend auch für die kontinentalen Anlagen. Die Aufgabe der Nutzung von Souterrains wird im Osten Schottlands durch die Anlage von Wainwright im „südlichen Pictland“ charakterisiert. Belege weisen darauf hin, dass die schottischen Souterrains zu Anfang des 3. Jahrhunderts entweder verfüllt oder absichtlich zerstört wurden. Der Prozess der Zerstörung geht einher mit einem Rückgang der Ritualtätigkeit, wie er zuvor nicht bemerkt wurde. Zeitgleich fand eine bedeutende soziale und politische Umorientierung statt, die nur schwer mit der römischen Invasion zu verbinden ist.

## Zweck
Der Zweck der Souterrains ist seit der Ausgrabung von Windwick nicht mehr völlig unbekannt. Interpretationen als Verteidigungsanlagen, Ställe oder Vorratsspeicher wurden verworfen. Am wahrscheinlichsten ist eine kultische Funktion.

## Abgrenzung
Eine Sondergattung der Souterrains sind Hypogäen, Katakomben und die auch in Deutschland und Österreich vorkommenden Erdställe, die bauliche Gemeinsamkeiten vor allem mit den irischen Souterrains aufweisen.